# Гагаринское сельское поселение (Орловская область)
Гага́ринское се́льское поселе́ние — муниципальное образование в Корсаковском районе Орловской области России.
Создано в 2004 году в границах одноимённого сельсовета. Расположено в юго-западной части района.
Административный центр — деревня Мельничная Слобода.

## Население
| 2010 | 2012 | 2013 | 2014 | 2015 | 2016 | 2017 |
| ---- | ---- | ---- | ---- | ---- | ---- | ---- |
| 460  | ↘446 | ↘437 | ↘428 | ↘422 | ↘409 | ↗414 |
| 2018 | 2019 | 2020 | 2021 | 2023 |      |      |
| ↘402 | ↘386 | ↘371 | ↘309 | ↘308 |      |      |

## Населённые пункты
В состав сельского поселения (сельсовета) входят 10 населённых пунктов:
| №  | Населённый пункт   | Тип     | Население (чел.) |
| -- | ------------------ | ------- | ---------------- |
| 1  | Бибиково           | деревня | ↘27              |
| 2  | Верхний Рог        | деревня | ↘4               |
| 3  | Гагаринский Хутор  | деревня | ↘25              |
| 4  | Головкино          | деревня | ↘42              |
| 5  | Заверхская Слобода | деревня | 69               |
| 6  | Козлово            | деревня | ↘35              |
| 7  | Красное Корсаково  | деревня | ↘4               |
| 8  | Краснокорсаковский | посёлок | 0                |
| 9  | Мельничная Слобода | деревня | ↗211             |
| 10 | Новопетровский     | посёлок | 43               |